# Lista dos soberanos de Mântua
Mântua, uma cidade no sudeste da Lombardia, estrategicamente situada entre Milão (a noroeste), Veneza (a leste) e o rico vale do rio Pó (a sul), cedo prosperou, desenvolvendo instituições locais e afirmando a independência do seu governo comunal.
Senhorio independente a partir de 1276, Mântua foi transformada em marca em 1433 e, por fim, elevada a ducado em 1530.
Em 1708, no decurso da Guerra da Sucessão de Espanha, o Ducado de Mântua foi ocupado pelas tropas do imperador Leopoldo I, sendo integrado no Ducado de Milão, controlado pelos Habsburgos.
Em 1866, tal como toda a Lombardia, foi incorporado no Reino de Itália na sequência do processo de unificação da Itália.

## Senhores de Mântua

### Casa Bonacolsi (1276-1328)
- Pinamonte, 1276-1291
- Bardellone, 1291-1299
- Guido, 1299-1309
- Rinaldo, o Passarinho, 1309-1328

### Casa de Gonzaga (1328-1433)
| Senhor                                     | Retrato | Nascimento                                                 | Casamentos                                                                                             | Morte                          |
| ------------------------------------------ | ------- | ---------------------------------------------------------- | --- | ------------------------------ |
| Luìs I (Ludovico I) 1328 – 1360            |         | 1268 ? filho de Guido Corrado                              | (1) Riquilda Ramberti 7 filhos (2) Catarina Malatesta 7 filhos (3) Novela Malaspina (sem descendência) | 18 de janeiro de 1360 ?        |
| Guido (Guido) 1360 – 1369                  |         | 1290 ? filho de Luís I Gonzaga e de Riquilda Ramberti      | (1) Agnese Pico (2) Camilla Beccaria Beatriz de Bar                                                    | 22 de setembro de 1369 Mântua  |
| Luìs II (Ludovico II) 1369 – 1382          |         | 1334 ? filho de Guido Gonzaga e de Agnese Pico             | Alda d’Este 1365 ?                                                                                     | 1382 ?                         |
| Francisco I (Francesco I) 1382 – 1407      |         | 1366 ? filho de Luís II Gonzaga e de Alda d’Este           | (1) Agnese Visconti 1380 ? (2) Margarita Malatesta 1393 ?                                              | 8 de Março de 1407 ?           |
| João Francisco (Gianfrancesco) 1407 – 1433 |         | 1395 filho de Francisco I Gonzaga e de Margarida Malatesta | Paula Malatesta 1409 6 filhos                                                                          | 23 de setembro de 14444 Mântua |

## Marqueses de Mântua (1433-1530)

### Casa Gonzaga
| Marquês                                                    | Retrato | Nascimento                                                                         | Casamentos                            | Morte                         |
| ---------------------------------------------------------- | ------- | ---------------------------------------------------------------------------------- | ------------------------------------- | ----------------------------- |
| João Francisco (Gianfrancesco) 1433 – 1444                 |         | 1395 filho de Francisco I Gonzaga e de Margarida Malatesta                         | Paula Malatesta 1409 6 filhos         | 23 de setembro de 1444 Mântua |
| Luìs III, o turco (Ludovico III, il turco) 1444 – 1478     |         | 5 de junho de 1414 Mântua filho de João Francisco Gonzaga e de Paula Malatesta     | Bárbara de Brandeburgo 1433 10 filhos | 12 de junho de 1478 Goito     |
| Frederico I, o Corcunda (Federico I, il Gobbo) 1478 – 1484 |         | 25 de junho de 1441 Mântua filho de Luís III Gonzaga e de Bárbara de Brandeburgo   | Margarida da Baviera 1463 6 filhos    | 14 de julho de 1484 Mântua    |
| Francisco II (Francesco II) 1484 – 1519                    |         | 10 de Agosto de 1466 Mântua filho de Frederico I Gonzaga e de Margarida da Baviera | Isabel d'Este 1490 8 filhos           | 29 de Março de 1519 Mântua    |
| Frederico II (Federico II) 1519 – 1530                     |         | 17 de maio de 1500 Mântua filho de Francisco II Gonzaga e de Isabel d'Este         | Margarida Paleóloga 1531 8 filhos     | 28 de junho de 1540 Marmirolo |

## Duques de Mântua (1530-1708)

### Casa Gonzaga
| Duque                                                                        | Retrato | Nascimento                                                                        | Casamentos                                                                                     | Morte                              |
| ---------------------------------------------------------------------------- | ------- | --------------------------------------------------------------------------------- | ---------------------------------------------------------------------------------------------- | ---------------------------------- |
| Frederico II (Federico II) 1530 – 1540                                       |         | 17 de maio de 1500 Mântua filho de Francisco II Gonzaga e de Isabella d'Este      | Margarida Paleóloga 1531 8 filhos                                                              | 28 de junho de 1540 Marmirolo      |
| Francisco III (Francesco III) 1540 – 1550                                    |         | 10 de março de 1533 Mântua filho de Frederico II Gonzaga e de Margarida Paleóloga | Catarina de Áustria 1549 (sem descendência)                                                    | 22 de fevereiro de 1550 Mântua     |
| Guilherme (Guglielmo) 1550 – 1587                                            |         | 24 de abril de 1538 Mântua filho de Frederico II Gonzaga e de Margarida Paleóloga | Leonor de Áustria 1561 3 filhos                                                                | 14 de agosto de 1587 Goito/Bozzolo |
| Vicente I (Vincenzo I) 1587 – 1612                                           |         | 21 de setembro de 1562 Mântua filho de Guilherme Gonzaga e de Leonor de Áustria   | (1) Margarida Farnésio 1581 (anul. 1583) (sem descendência) (2) Leonor de Médici 1584 6 filhos | 9 de fevereiro de 1612 Mântua      |
| Francisco IV (Francesco IV) 18 de fevereiro de 1612 – 22 de dezembro de 1612 |         | 7 de Maio de 1586 Parma filho de Vicente I Gonzaga e de Leonor de Médici          | Margarida de Saboia 1608 3 filhos                                                              | 22 de dezembro de 1612 Mântua      |
| Fernando I (Ferdinando I) 1612 – 1626                                        |         | 26 de abril de 1587 Mântua filho de Vicente I Gonzaga e de Leonor de Médici       | Catarina de Médici 1617 (sem descendência)                                                     | 17 de abril de 1629 Mântua         |
| Vicente II (Vincenzo II) 1626 – 1627                                         |         | 8 de fevereiro de 1594 Mântua filho de Vicente I Gonzaga e de Leonor de Médici    | Isabel Gonzaga (Novellara) 1617 (sem descendência)                                             | 25 de dezembro de 1627 Mântua      |

### Casa de Gonzaga-Nevers
| Duque                                                                           | Retrato | Nascimento                                                                               | Casamentos                                                                                             | Morte                         |
| ------------------------------------------------------------------------------- | ------- | ---------------------------------------------------------------------------------------- | --- | ----------------------------- |
| Carlos I (Carlo I) 1627 – 1637                                                  |         | 6 de Maio de 1580 Paris filho de Luís Gonzaga, Duque de Nevers e de Henriqueta de Nevers | Catarina de Mayenne 1599 6 filhos                                                                      | 22 de setembro de 1637 Mântua |
| Carlos II (Carlo II) 1637 – 1665                                                |         | 31 de outubro de 1629 Mântua filho de Carlos de Gonzaga-Nevers e de Maria de Mântua      | Isabel Clara de Habsburgo 1649 1 filho                                                                 | 14 de agosto de 1665 Mântua   |
| Fernando Carlos I, ou Carlos III (Ferdinando Carlo I, ou Carlo III) 1665 – 1708 |         | 31 de agosto de 1652 Revere filho de Carlos II de Mântua e de Isabel Clara de Habsburgo  | (1) Ana Isabel Gonzaga 1652 (sem descendência) (2) Susana Henriqueta de Lorena 1704 (sem descendência) | 5 de julho de 1708 Pádua      |

1708 - integrado no Ducado de Milão / Lombardia Austríaca
(daí para a frente passou a ter a mesma sorte que o resto da Lombardia)